# Filetia hirta
Filetia hirta är en akantusväxtart som beskrevs av Ridley. Filetia hirta ingår i släktet Filetia och familjen akantusväxter. Inga underarter finns listade i Catalogue of Life.